# Latania
Latania, trong tiếng Anh thường gọi là Latan palm, là một chi thực vật có hoa thuộc họ Arecaceae, bản địa những hòn đảo miền tây Thái Bình Dương.
Latania có các loài sau:
1. Latania loddigesii Mart. - Mauritius
2. Latania lontaroides (Gaertn.) H.E.Moore - Réunion
3. Latania verschaffeltii Lem. - quần đảo Rodrigues

## Hình ảnh

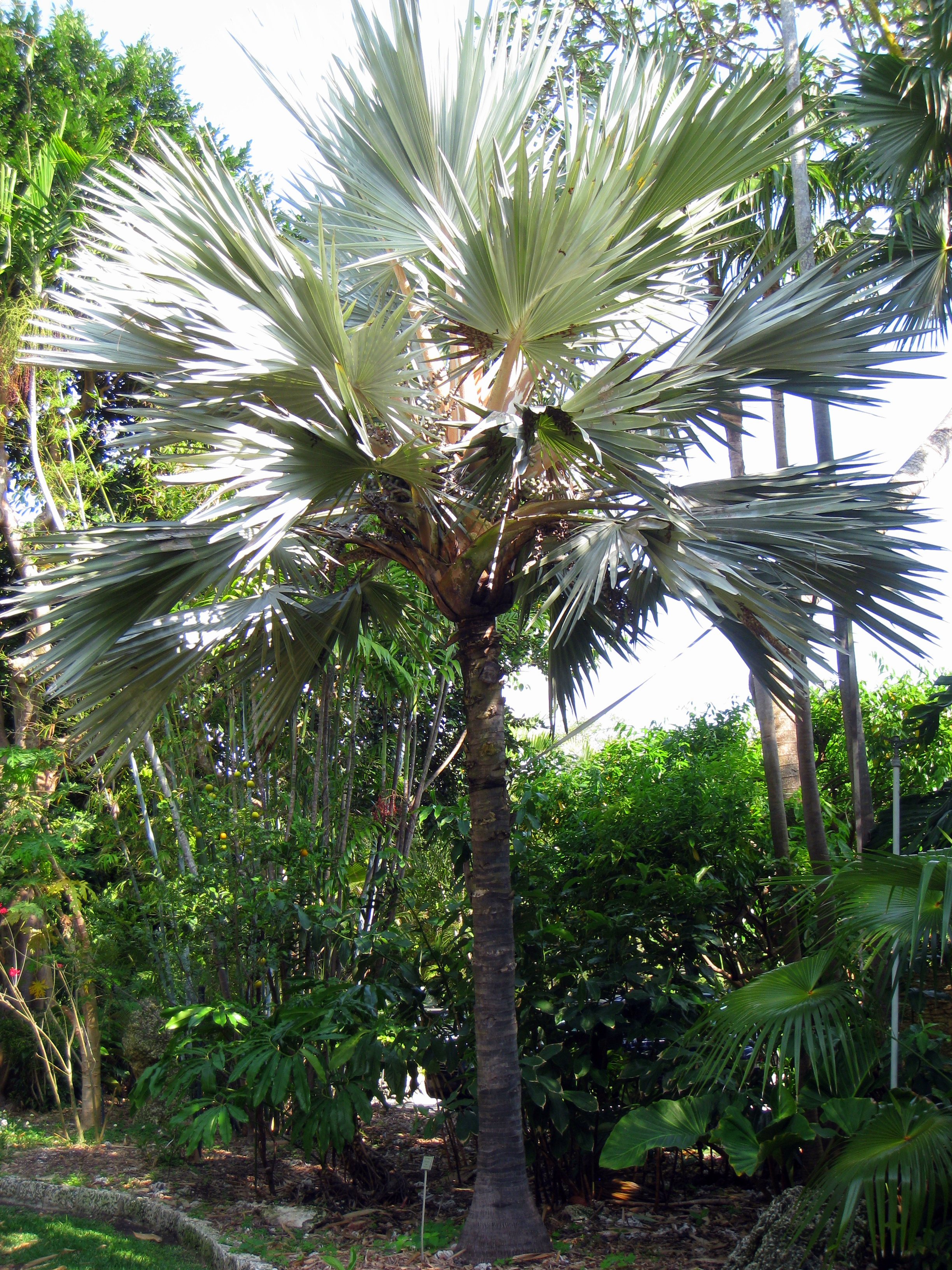
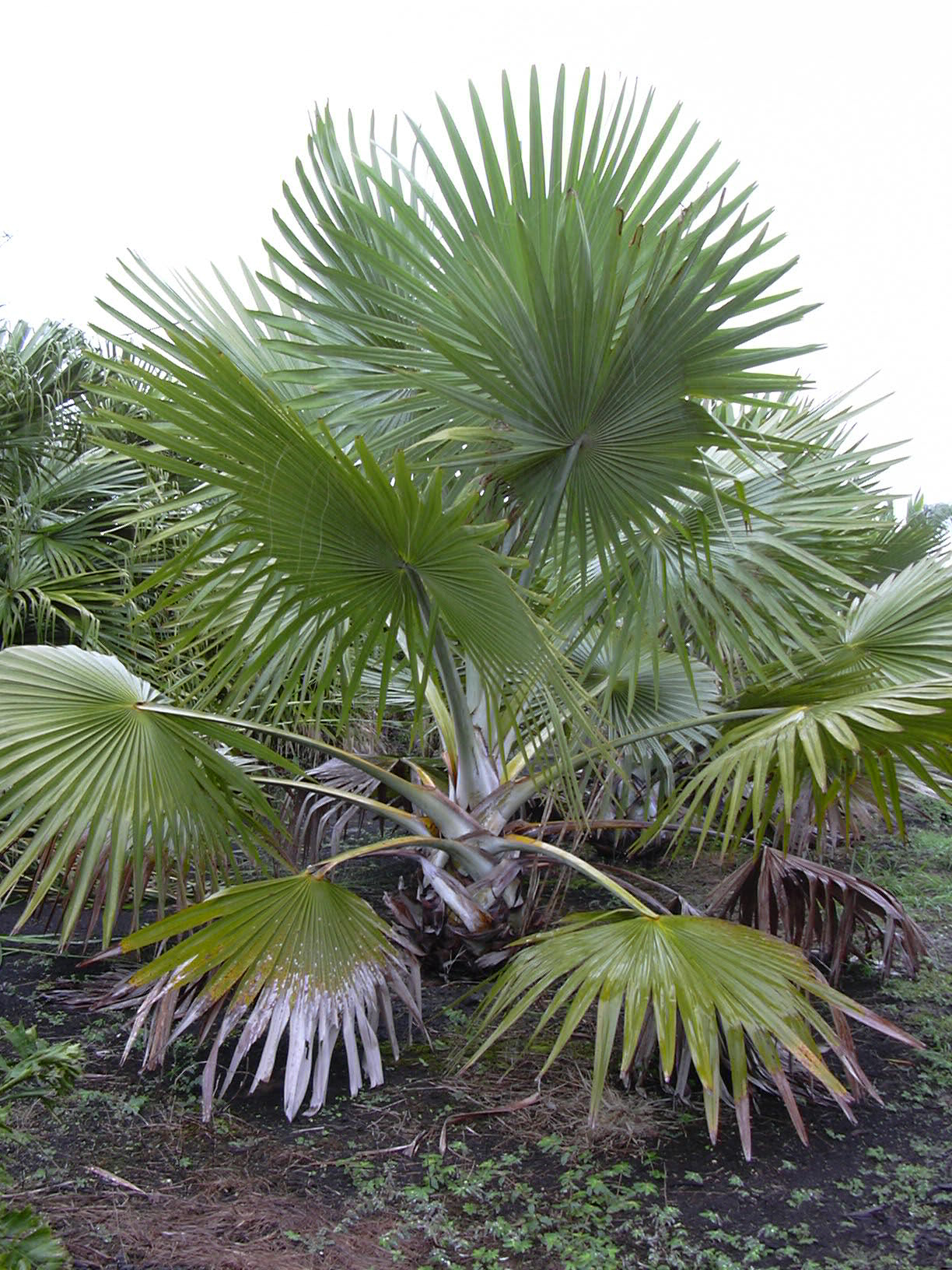
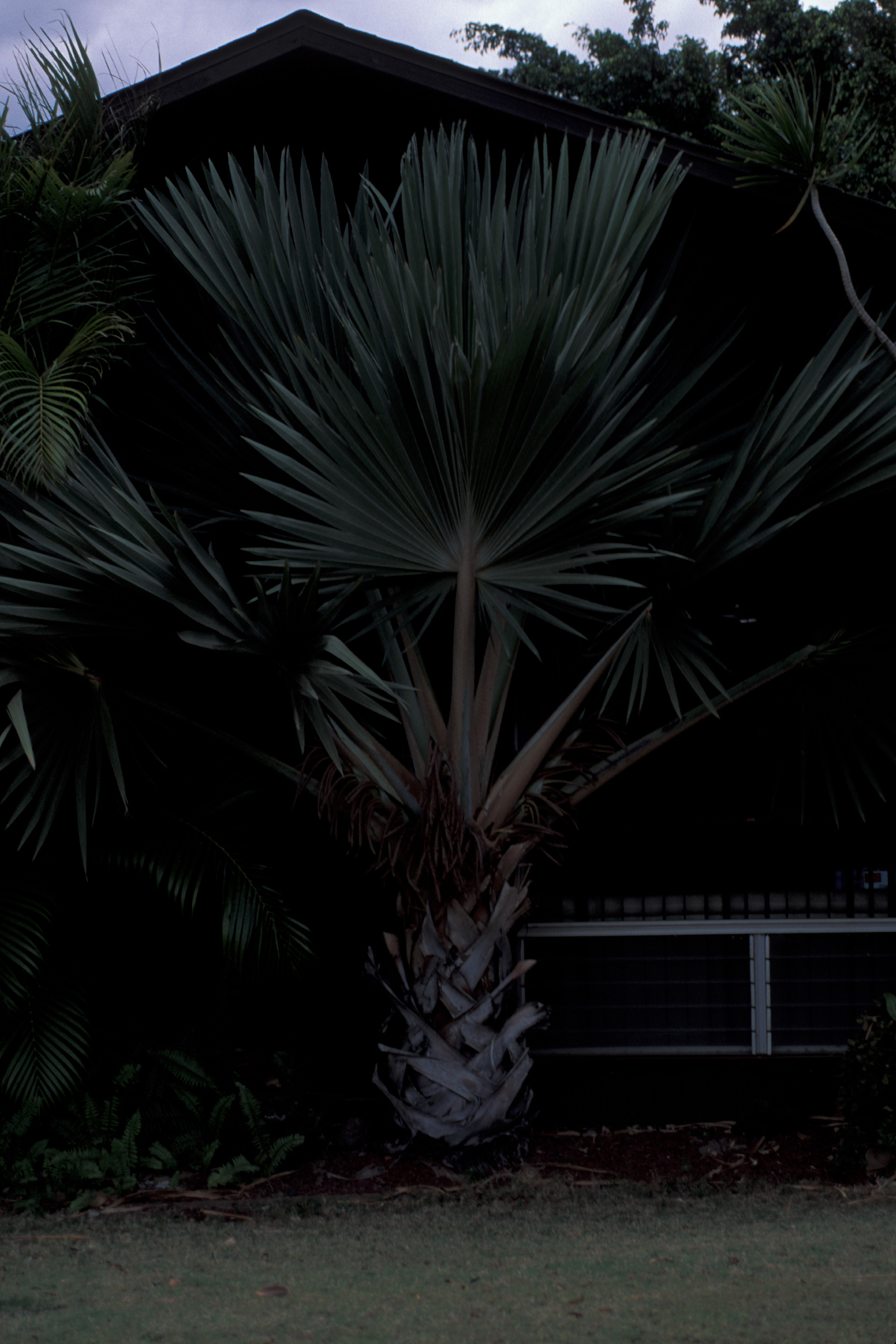
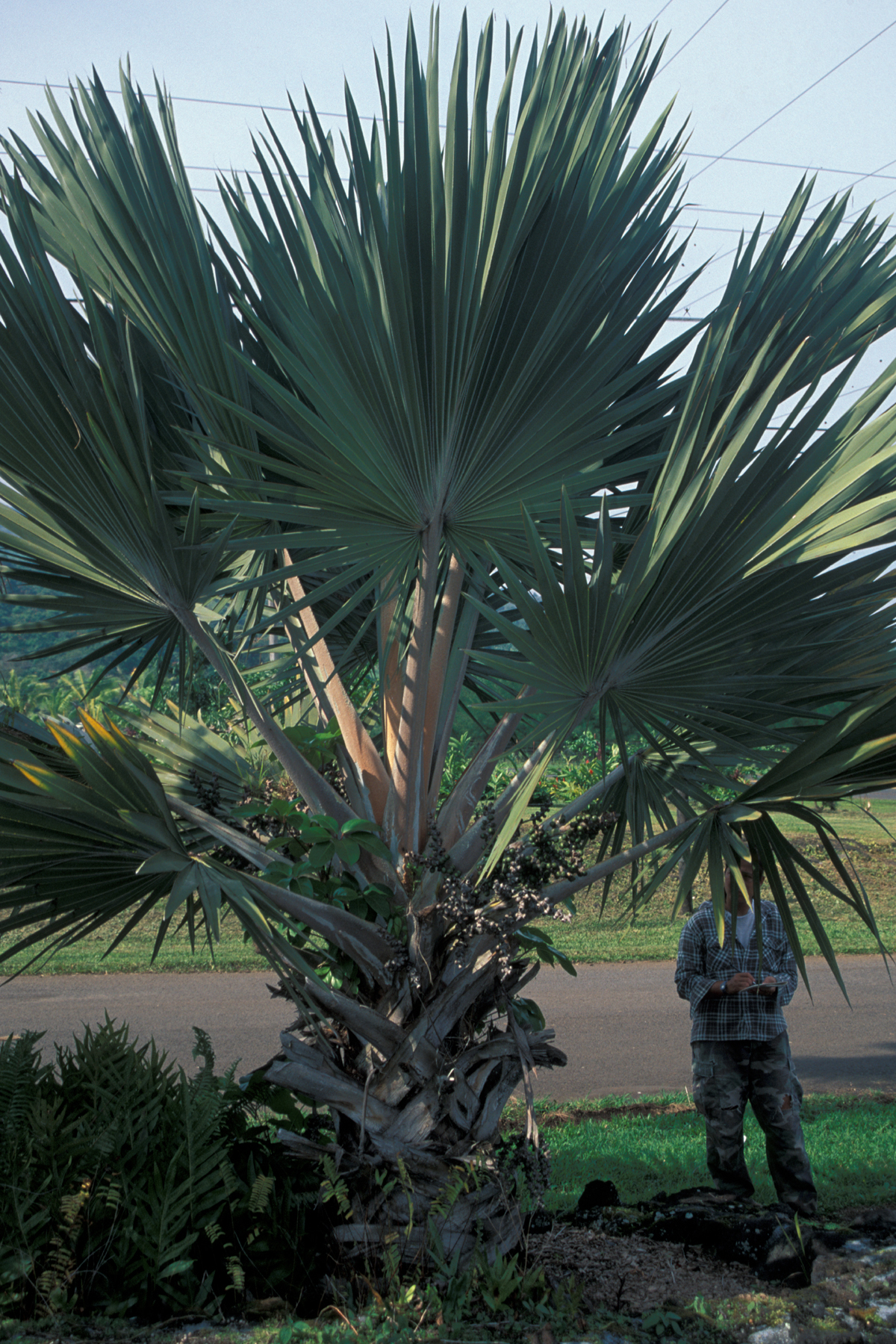